# Duane Williams
Charles Duane Williams (Pensilvânia, 11 de agosto de 1860 – Oceano Atlântico, 15 de abril de 1912) foi um advogado americano, fundamental na fundação da Federação Internacional de Tênis. Ele morreu no naufrágio do RMS Titanic.

## Biografia
Williams, originalmente de Radnor, Pensilvânia, passou a maior parte de sua vida em Genebra, na Suíça.
Williams geralmente é considerado a principal força motriz por trás da fundação da Federação Internacional de Tênis em 1913. Existem duas versões do que ele realmente fez. De acordo com uma versão, ele se dirigiu ao presidente da federação suíça de tênis, Charles Barde, a quem contou sua ideia de fundar uma associação internacional para o tênis. Barde então contou isso ao presidente da organização francesa de tênis, Henry Wallet. De acordo com outra versão, Williams escreveu uma carta particular à Wallet em outubro de 1911, propondo a realização de um torneio internacional de tênis em Paris (o French Open só estava aberto a jogadores de clubes franceses na época). A carta de Williams levou à introdução do World Hard Court Championships em Paris em 1912. A Federação Internacional de Tênis foi finalmente fundada em 1 de março de 1913 em Paris.
Em abril de 1912, Williams planejava retornar aos Estados Unidos junto com seu filho, Richard "Dick" Norris Williams, um tenista famoso, para visitar sua esposa, Lydia Biddle Williams-White. Ambos os homens embarcaram no RMS Titanic em Cherbourg como passageiros de primeira classe. Depois que o navio se chocou com um iceberg, Williams e seu filho pularam na água. Enquanto Dick conseguiu se salvar, Williams foi morto pela queda da primeira chaminé do navio. Seu corpo, se encontrado, nunca foi identificado..